# Lamine Gassama
Lamine Gassama (Marseille, 1989. október 20. –) szenegáli válogatott labdarúgó, a svájci Stade Lausanne Ouchy hátvédje.

## Pályafutása

### A válogatottban
2011 óta 49 alkalommal szerepelt a szenegáli válogatottban  Tagja volt a 2018-as oroszországi világbajnokságon részt vevő csapatnak.